# Ehrenmedaille der Universität für Bodenkultur Wien
Die Ehrenmedaille der Universität für Bodenkultur Wien  ist eine seit 1972 von der Universität für Bodenkultur Wien vergebene Auszeichnung. 

## Träger der Ehrenmedaille der Universität für Bodenkultur Wien
- 2023: Peter Weinfurter, Peter Schwarzbauer
- 2016: Walter Grabmair, Peter Kar
- 2012: Monika Sieghardt
- 2006: Hanns Kirchknopf
- 2004: Adolf Zaussinger, Herbert Zierl
- 2002: Donald Alexander Dolezal, Karl Leitner
- 1998: Hugo Potyka, Roland Stern
- 1996: Roland Kettner
- 1995: Harald Rohracher, Gertraud Weber
- 1994: Theo Fischlein, Leopold Six, Richard Wohlfarter
- 1993: Johann Loidolt, Heinz Moczarski, Wolfgang Petzelbauer, Manfred Skorjanetz
- 1992: Josef Puspök
- 1990: Hans Haushofer, George Martyn Luxon
- 1988: Hermann Bogner, Hans Kirschbichler
- 1986: Otto Riedl
- 1984: Leopold Wustinger
- 1983: Willibald Geyer
- 1982: Ferdinand Eidherr, Edgar Mikschik
- 1979: Hans Rokita
- 1977: Oskar Brendl, Berther Nietsch, Albert Weber
- 1972: Karel Matyas, Theodor Ott, Rudolf Schlenk